# Vernonia calvoana
Vernonia calvoana là một loài thực vật có hoa trong họ Cúc. Loài này được (Hook.f.) Hook.f. miêu tả khoa học đầu tiên năm 1868.